# 旅庵本月
旅庵本月，明末清初僧人，籍貫秀水，即今日浙江嘉興附近。他本姓孫，師從山翁道忞禪師。順治十六年（1659年）六月，道忞奉詔入京，得到順治讚賞。此後，數次應詔入京，旅庵本月和山曉本皙二人亦隨後入京傳教。著有《敕住善果旅庵月和尚奏對錄》。於康熙十五年逝世。